# Messas
Messas – miejscowość i gmina we Francji, w Regionie Centralnym, w departamencie Loiret.
Według danych na rok 1990 gminę zamieszkiwało 925 osób, a gęstość zaludnienia wynosiła 178 osób/km² (wśród 1842 gmin Centre, Messas plasuje się na 428. miejscu pod względem liczby ludności, natomiast pod względem powierzchni na miejscu 1356.).